# Liste des maires de Douarnenez
La liste des maires de Douarnenez présente la liste des maires de la commune française de Douarnenez, située dans le département du Finistère en région Bretagne.

## Liste des maires

### Entre 1790 et 1945
| Période           | Période           | Identité                           | Étiquette | Qualité                                                                                 |
| ----------------- | ----------------- | ---------------------------------- | --------- | --------------------------------------------------------------------------------------- |
| 5 février 1790    | 20 juin 1790      | Jérôme-Joachim Grivart de Kerstrat |           | Négociant et armateur Député à la Fédération de Pontivy                                 |
| 10 juillet 1790   | 30 juillet 1791   | Louis Pierre Chardon               |           |                                                                                         |
| août 1791         | juillet 1794      | Jean Le Saout                      |           |                                                                                         |
| juillet 1794      | février 1795      | Guillaume Beleguic                 |           | Commissaire de la Marine, négociant et armateur                                         |
| février 1795      | novembre 1795     | Maurice Marie Cheve                |           |                                                                                         |
| novembre 1795     | 1800              | Martin Louis Grivart de Kerstrat   |           | Fils de Jérome-Joachim Grivart de Kerstrat                                              |
| juin 1800         | juillet 1800      | Noël Durest Le Bris                |           | Négociant.                                                                              |
| 1800              | 1802              | Martin Louis Grivart de Kerstrat   |           | Déjà maire entre 1795 et 1800.                                                          |
| juin 1802         | janvier 1805      | Jean Marie Belot                   |           | Négociant en sardines.                                                                  |
| janvier 1805      | juin 1808         | Pierre Doaré                       |           | Tonnelier, pêcheur, aubergiste.                                                         |
| juin 1808         | février 1813      | Bernard Démizit                    |           | Négociant.                                                                              |
| février 1813      | décembre 1815     | Martin Louis Grivart de Kerstrat   |           | Déjà maire entre 1795 et 1800 et entre 1800 et 1802.                                    |
| février 1815      | mars 1818         | Jean Joseph Ismard                 |           | Capitaine d'artillerie.                                                                 |
| avril 1818        | janvier 1831      | Guillaume Piriou                   |           | Notaire royal.                                                                          |
| janvier 1831      | décembre 1831     | Julien Debon                       |           | Propriétaire.                                                                           |
| janvier 1832      | décembre 1834     | Simon Brouilly                     |           |                                                                                         |
| décembre 1834     | février 1839      | Raymond Marie Durest Le Bris       |           | Officier de marine. Fils de Noël Durest Le Bris, maire en 1800.                         |
| 7 mars 1839       | août 1839         | Philippe Broquet                   |           | Administrateur de la marine.                                                            |
| août 1839         | janvier 1842      | Jean-Baptiste Blavon Duchesne      |           | Notaire royal.                                                                          |
| janvier 1842      | 27 juillet 1842   | Jean-Marie Delécluse               |           | Négociant.                                                                              |
| 27 juillet 1842   | 21 septembre 1842 | Maurice Le Clech                   |           | Notaire.                                                                                |
| 21 septembre 1842 | 21 janvier 1843   | Joseph Louis Le Coq                |           | Négociant.                                                                              |
| 21 janvier 1843   | 25 avril 1843     | Jérôme Grivart de Kerstrat         |           | Négociant Fils de Jérome-Joachim Grivart de Kerstrat                                    |
| 25 avril 1843     | janvier 1848      | Pierre-Marie Le Breton             |           | Médecin.                                                                                |
| janvier 1848      | janvier 1849      | Jean-Pierre Daniélou               | Rép.      | Notaire                                                                                 |
| janvier 1849      | 18 novembre 1852  | Gustave Le Guillou de Penanros     |           | Notaire, conserveur                                                                     |
| 19 novembre 1852  | 6 avril 1853      | Pierre-Marie Le Breton             |           | Déjà maire entre 1843 et 1848.                                                          |
| avril 1853        | septembre 1854    | Yves Delorme                       |           | Négociant. Marchand de vin.                                                             |
| septembre 1854    | avril 1857        | Eugène Dahirel                     |           | Docteur en médecine.                                                                    |
| juin 1857         | juillet 1860      | Hippolyte Guichoux                 |           | Propriétaire.                                                                           |
| juillet 1860      | juillet 1865      | Gustave Le Guillou de Penanros     |           | Notaire, conserveur Maire de Poullan (1880 → 1885)                                      |
| août 1865         | août 1870         | Jean Maigne                        |           | Colporteur, puis commerçant sédentaire.                                                 |
| septembre 1870    | mai 1871          | Claude Jézéquel                    |           | Boulanger.                                                                              |
| mai 1871          | décembre 1873     | Eugène Daniélou,                   | Rép.      | Marchand de vins et négociant                                                           |
| janvier 1874      | décembre 1877     | Auguste Hurtel                     |           | Boulanger.                                                                              |
| janvier 1878      | mai 1882          | Joseph Gadreau                     |           | Pharmacien.                                                                             |
| mai 1882          | mai 1888          | Eugène Daniélou                    | Rép.      | Marchand de vins et négociant                                                           |
| mai 1888          | avril 1892        | Émile Giffo                        | Rép.      | Industriel.                                                                             |
| mai 1892          | mai 1896          | Eugène Daniélou                    | Rép.      | Marchand de vins et négociant                                                           |
| mai 1896          | septembre 1905    | Emmanuel Delecluse                 |           | Avocat, industriel Président de la chambre de commerce de Quimper                       |
| septembre 1905    | juin 1906         | Prosper Pierre                     |           | Vétérinaire.                                                                            |
| juin 1906         | octobre 1909      | François Pencalet                  |           | Démissionnaire. Patron de pêche. Fondateur du 1er syndicat de marins de Douarnenez.     |
| novembre 1909     | mai 1912          | Guy Bardouil.                      |           | Maître d'équipage.                                                                      |
| mai 1912          | 7 décembre 1919   | Louis Le Guillou de Penanros       |           | Industriel, juge au tribunal de commerce de Quimper Sénateur du Finistère (1914 → 1921) |
| 7 décembre 1919   | juin 1921         | Fernand Le Goic (1881-1945)        | SFIO      | Professeur d'école pratique et d'industrie Démissionnaire                               |
| juin 1921         | juin 1921         | Joseph Le Floch                    |           | Se récuse pour raison de santé. Marin.                                                  |
| juin 1921         | juillet 1924      | Sébastien Velly (1878-1924)        | PCF       | Tapissier Second maire communiste élu en France                                         |
| 7 octobre 1924    | 7 septembre 1940  | Daniel Le Flanchec (1881-1944)     | PCF       | Charpentier, ouvrier municipal à Brest Révoqué sur ordre des autorités allemandes       |
| septembre 1940    | août 1943         | Eugène Carn                        | PPF       | Armateur Nommé maire                                                                    |
| août 1943         | septembre 1944    | Camille Réaud (1894-1967)          |           | Receveur des PTT                                                                        |
| octobre 1944      | juillet 1945      | Joseph Pencalet (1890-1973)        | PCF       | Marin-pêcheur puis patron-pêcheur Secrétaire du syndicat des marins-pêcheurs            |

### Grand Douarnenez
Depuis la fusion avec Ploaré, Tréboul et Pouldavid en juillet 1945, douze maires se sont succédé à la tête de la commune.
| Période         | Période                     | Identité                               | Étiquette | Qualité |
| --------------- | --------------------------- | -------------------------------------- | --------- | --- |
| juillet 1945    | 1er mai 1949                | Yves Caroff                            | PCF       | Commerçant |
| 1er mai 1949,   | 8 février 1951              | Joseph Trocmé                          | PCF       | Secrétaire du syndicat des marins-pêcheurs CGT |
| 8 février 1951  | 26 mars 1951                | Charles Féjean                         |           | Receveur des PTT Nommé président de la délégation spéciale |
| 26 mars 1951    | 29 mars 1959                | Marcel Arnous des Saulsays (1913-1982) | MRP       | Comptable puis directeur de la criée Conseiller général de Douarnenez (1951 → 1964)                                                                                        |
| 29 mars 1959    | 28 mars 1965                | Henri Mottier                          | MRP       | Correspondant de presse |
| 28 mars 1965    | 14 janvier 1967             | Camille Réaud (1894-1967)              |           | Receveur des PTT retraité Décédé en fonction |
| 19 février 1967 | 21 mars 1971                | Jean-Claude Dubourg (1927-2013)        | MRP→CD    | Médecin, premier adjoint (1965 → 1967) |
| 21 mars 1971    | 25 juin 1995                | Michel Mazéas, (1928-2013)             | PCF       | Professeur de collège retraité, maire honoraire |
| 25 juin 1995    | 25 septembre 1996           | Joseph Trétout (1934-2002)             | UDF-FD    | Ancien directeur de l'Arsenal de Brest Conseiller général de Douarnenez (1994 → 2001) Démissionnaire pour raisons de santé                                                 |
| 10 octobre 1996 | 25 mars 2001                | Jocelyne Poitevin                      | DVD       | Première adjointe (1995 → 1996) Suppléante du sénateur Alain Gérard (1998 → 2008)                                                                                          |
| 25 mars 2001,   | 15 mars 2008                | Monique Prévost                        | DVG (UG)  | Directrice d'école Vice-présidente de la CCPD (2001 → 2008) |
| 15 mars 2008    | 12 octobre 2017             | Philippe Paul                          | UMP→LR    | Cadre du secteur privé, assistant parlementaire Sénateur du Finistère (2008 → ) Conseiller général de Douarnenez (2001 → 2009) Vice-président de la CCPD (2008 → 2014)     |
| 12 octobre 2017 | 3 juillet 2020              | François Cadic                         | LR        | Salarié chez un antiquaire, ancien adjoint (2015 → 2017) |
| 3 juillet 2020  | En cours (au 14 avril 2022) | Jocelyne Poitevin,                     | DVD       | Retraitée Conseillère départementale de Douarnenez (2015 → ) 1re vice-présidente du conseil départemental (2021 → ) 1re vice-présidente de Douarnenez Communauté (2020 → ) |

## Biographies des maires

### Biographie de la maire actuelle
Jocelyne Poitevin (22 octobre 1956 à Quimper - )
Ancien cadre au Crédit agricole, elle est élue maire le 3 juillet 2020 et retrouve une fonction qu'elle avait déjà occupé entre 1996 et 2001, à la suite de la démission de Joseph Trétout (UDF-FD) pour raisons de santé.
Depuis 2015, elle est conseillère départementale du canton de Douarnenez et depuis 2021, à la suite du basculement à droite du département, vice-présidente du conseil départemental chargée de l'action sociale. Par ailleurs, elle est première vice-présidente de Douarnenez Communauté.

### Biographies des anciens maires
François Cadic (24 octobre 1961 - )
Antiquaire de profession et adjoint aux affaires sociales, il devient premier édile le 12 octobre 2017 à la suite de la démission de Philippe Paul. Lors des élections municipales de 2020, il est candidat à un nouveau mandat mais est largement battu dès le premier tour, distancé par l'union de la gauche et par la liste « Douarnenez au cœur » conduite par Jocelyne Poitevin.
Philippe Paul (25 janvier 1965 à Douarnenez - )
Assistant parlementaire d'Ambroise Guellec à l'Assemblée nationale puis au Parlement européen, il remporte le scrutin de mars 2008 en recueillant 54,80 % des suffrages face à la maire sortante divers gauche Monique Prévost et ce, dans un contexte favorable à la gauche. En septembre de la même année, il est élu sénateur et siège dans le groupe UMP.
En 2009, il quitte son siège de conseiller général – qu'il détenait depuis 2001 – et en octobre 2017, il démissionne de son siège de maire, en raison de la loi sur le non-cumul des mandats.
Monique Prévost (10 août 1949 - )
Institutrice et directrice d'école, elle est désignée tête de liste de l'union de la gauche pour les municipales de 2001 et le 18 mars, elle remporte le scrutin avec 51,25 % des voix face à la liste « Gardons le cap pour l'avenir de Douarnenez » dirigée par la maire sortante Jocelyne Poitevin. Au cours de son mandat, elle est aussi vice-présidente de la Communauté de communes du Pays de Douarnenez (CCPD).
En 2008, elle est battue par la liste « Douarnenez, j'y tiens » conduite par l'UMP Philippe Paul.
Joseph Trétout (3 juillet 1934 à Douarnenez - 2 janvier 2002 au Juch)
Ancien ingénieur en chef de l'armement et directeur de l'Arsenal de Brest, il est élu conseiller général de Douarnenez le 27 mars 1994 puis premier édile de la commune le 25 juin 1995, faisant basculer à droite deux sièges longtemps détenus par la gauche.
En septembre 1996, il démissionne de la mairie pour raisons de santé mais demeure conseiller municipal et conseiller général. En 2001, il quitte l'assemblée départementale et moins d'un an plus tard, il décède à l'âge de 68 ans.
Michel Mazéas (14 février 1928 à Ploaré - 17 décembre 2013 à Douarnenez)
Instituteur puis professeur d'histoire-géographie en CEG ainsi que militant syndicaliste, il est élu maire le 21 mars 1971 et permet aux communistes de reprendre une ville qu'ils ont dirigé de juin 1921 à septembre 1940 et d'octobre 1944 à février 1951. À la tête d'une majorité PCF-PS, il est réélu en 1977, 1983 et 1989 mais candidat à un cinquième mandat en juin 1995, il est battu par le conseiller général CDS Joseph Trétout.
Conseiller municipal d'opposition sous les mandats Trétout et Poitevin, il retrouve en mars 2001 les bancs de la majorité avec l'élection de Monique Prévost. Il effectue un dernier mandat – présidant le conseil d’administration de l’hôpital – et se retire définitivement en 2008.
Jean-Claude Dubourg (11 juin 1927 à Collinée - 9 janvier 2013 à Douarnenez)
Médecin, il est premier adjoint entre 1965 et 1967. Le 19 février 1967, il succède à Camille Réaud, décédé en fonction. Non candidat en 1971, il soutient la « Liste d'action municipale » qui est cependant battue par l'union de la gauche, conduite par le communiste Michel Mazéas.
Camille Réaud (4 juin 1894 à Hyères - 14 janvier 1967 à Douarnenez)
Receveur des PTT et commissaire-enquêteur, il est nommé président de la délégation spéciale du 11 août 1943 au 7 octobre 1944. En 1965, à la tête de la « Liste d'action municipale », il remporte le scrutin au second tour et est élu le 28 mars 1965. Il dirige la commune pendant 16 mois mais la maladie le contraint à démissionner. Il meurt le 14 janvier 1967, veille de l'application effective de sa démission.
Marcel Arnous des Saulsays (20 mai 1913 à Douarnenez - 20 avril 1982 à Douarnenez)
Directeur de la criée et ancien comptable, il est élu maire le 26 mars 1951 puis conseiller général de Douarnenez le 14 octobre 1951. Son élection à la mairie fut l'enjeu d'une bataille juridique.
En mai 1949, le communiste Joseph Trocmé fut élu au bénéfice de l'âge par 13 voix contre 13 puis deux ans plus tard, le Conseil d'État annule l'élection de ce dernier et le conseil des ministres prononce la dissolution du conseil municipal. Le scrutin partiel des 18 et 25 mars 1951 se conclut par la victoire de la liste d'entente MRP-RPF et il est désigné maire après trois tours de scrutin par 13 voix contre 12 au communiste Joseph Pencalet et 2 à Hervé Le Corre (SFIO).
Réélu en 1953, il est à nouveau candidat pour les élections municipales de 1959 mais au premier tour, il fait partie des deux membres non élus de la liste « d'Union pour la défense des intérêts communaux » et décide de ne pas se représenter au scrutin de ballottage. Le 29 mars 1959, Henri Mottier (MRP) lui succède.

## Conseil municipal actuel
Les 33 sièges composant le conseil municipal ont été pourvus le 28 juin 2020 à l'issue du second tour de scrutin. À l'heure actuelle, il est réparti comme suit : 

## Résultats des élections municipales

### Élection municipale de 2020
Élection municipale de 2020
| Tête de liste                     | Tête de liste            | Liste                     | Premier tour | Premier tour | Second tour | Second tour | Sièges | Sièges |
| Tête de liste                     | Tête de liste            | Liste                     | Voix         | %            | Voix        | %           | CM     | CC     |
| --------------------------------- | ------------------------ | ------------------------- | ------------ | ------------ | ----------- | ----------- | ------ | ------ |
|                                   | Jocelyne Poitevin        | DVD-LREM                  | 1 707        | 33,17        | 3 511       | 57,19       | 26     | 11     |
| Douarnenez au cœur                |                          |                           | 1 707        | 33,17        | 3 511       | 57,19       | 26     | 11     |
|                                   | Hugues Tupin             | PCF-Ensemble !-PS-UDB-G.s | 2 262        | 43,95        | 2 628       | 42,80       | 7      | 2      |
| Douarnenez, terre citoyenne       |                          |                           | 2 262        | 43,95        | 2 628       | 42,80       | 7      | 2      |
|                                   | François Cadic *         | LR                        | 1 177        | 22,87        |             |             |        |        |
| Douarnenez, nouvelles générations |                          |                           | 1 177        | 22,87        |             |             |        |        |
|                                   |                          |                           |              |              |             |             |        |        |
| Votes exprimés                    | Votes exprimés           | Votes exprimés            | 5 146        | 97,33        | 6 139       | 96,16       |        |        |
| Votes blancs                      | Votes blancs             | Votes blancs              | 58           | 1,10         | 143         | 2,24        |        |        |
| Votes nuls                        | Votes nuls               | Votes nuls                | 83           | 1,57         | 102         | 1,60        |        |        |
| Total                             | Total                    | Total                     | 5 287        | 100          | 6 384       | 100         | 33     | 13     |
| Abstention                        | Abstention               | Abstention                | 6 749        | 56,07        | 5 635       | 46,88       |        |        |
| Inscrits / participation          | Inscrits / participation | Inscrits / participation  | 12 036       | 43,93        | 12 019      | 53,12       |        |        |
| * Liste du maire sortant          |                          |                           |              |              |             |             |        |        |

### Élection municipale de 2014
Élection municipale de 2014
| Tête de liste                                   | Tête de liste   | Liste                | Premier tour | Premier tour | Second tour | Second tour | Sièges  | Sièges  |
| Tête de liste                                   | Tête de liste   | Liste                | Voix         | %            | Voix        | %           | CM      | CC      |
| ----------------------------------------------- | --------------- | -------------------- | ------------ | ------------ | ----------- | ----------- | ------- | ------- |
|                                                 | Philippe Paul * | UMP                  | 3 279        | 43,60        | 4 454       | 58,56       | 26      | 8       |
| Douarnenez Générations                          |                 |                      | 3 279        | 43,60        | 4 454       | 58,56       | 26      | 8       |
|                                                 | Jacques Bœuf    | DVG                  | 1 763        | 23,44        | 3 151       | 41,43       | 7       | 2       |
| Initiatives citoyennes à gauche pour Douarnenez |                 |                      | 1 763        | 23,44        | 3 151       | 41,43       | 7       | 2       |
|                                                 | Tangi Youinou   | PS-PCF-EELV-UDB (UG) | 1 239        | 16,47        | Retrait     | Retrait     | Retrait | Retrait |
| Ambition Douarnenez                             |                 |                      | 1 239        | 16,47        | Retrait     | Retrait     | Retrait | Retrait |
|                                                 | William Boulic  | DVD                  | 1 239        | 16,47        | Retrait     | Retrait     | Retrait | Retrait |
| Vivre pour Douarnenez                           |                 |                      | 1 239        | 16,47        | Retrait     | Retrait     | Retrait | Retrait |
|                                                 |                 |                      |              |              |             |             |         |         |
| Inscrits                                        | Inscrits        | Inscrits             | 12 625       | 100,00       | 12 625      | 100,00      |         |         |
| Abstentions                                     | Abstentions     | Abstentions          | 4 842        | 38,35        | 4 670       | 36,99       |         |         |
| Votants                                         | Votants         | Votants              | 7 783        | 61,65        | 7 955       | 63,01       |         |         |
| Blancs et nuls                                  | Blancs et nuls  | Blancs et nuls       | 263          | 3,38         | 350         | 4,40        |         |         |
| Exprimés                                        | Exprimés        | Exprimés             | 7 520        | 96,62        | 7 605       | 95,60       |         |         |
| * Liste du maire sortant                        |                 |                      |              |              |             |             |         |         |

### Élection municipale de 2008
Élection municipale de 2008
|                                          | Philippe Paul     | UMP-MoDem-DVD (UD)          | 4 665  | 54,80  | 26 |  |  |  |
| Douarnenez, j'y tiens                    |                   |                             | 4 665  | 54,80  | 26 |  |  |  |
|                                          | Monique Prévost * | DVG-PS-PCF-LV-UDB-GRIL (UG) | 3 847  | 45,20  | 7  |  |  |  |
| Avec vous, unis à gauche pour Douarnenez |                   |                             | 3 847  | 45,20  | 7  |  |  |  |
|                                          |                   |                             |        |        |    |  |  |  |
| Inscrits                                 | Inscrits          | Inscrits                    | 12 867 | 100,00 |    |  |  |  |
| Abstentions                              | Abstentions       | Abstentions                 | 4 006  | 31,13  |    |  |  |  |
| Votants                                  | Votants           | Votants                     | 8 861  | 68,87  |    |  |  |  |
| Blancs ou nuls                           | Blancs ou nuls    | Blancs ou nuls              | 349    | 3,94   |    |  |  |  |
| Exprimés                                 | Exprimés          | Exprimés                    | 8 512  | 96,06  |    |  |  |  |
| * Liste de la maire sortante             |                   |                             |        |        |    |  |  |  |

### Élection municipale de 2001
Élection municipale de 2001
| Tête de liste                              | Tête de liste       | Liste                | Premier tour | Premier tour | Second tour | Second tour | Sièges | Sièges |
| Tête de liste                              | Tête de liste       | Liste                | Voix         | %            | Voix        | %           | CM     |        |
| ------------------------------------------ | ------------------- | -------------------- | ------------ | ------------ | ----------- | ----------- | ------ | ------ |
|                                            | Monique Prévost     | PS-PCF-UDB-GRIL (UG) | 3 347        | 42,54        | 4 399       | 51,25       | 25     |        |
| Pour Douarnenez, ensemble avec vous !      |                     |                      | 3 347        | 42,54        | 4 399       | 51,25       | 25     |        |
|                                            | Jocelyne Poitevin * | DVD-RPR-UDF (UD)     | 3 188        | 40,52        | 4 185       | 48,75       | 8      |        |
| Gardons le cap pour l'avenir de Douarnenez |                     |                      | 3 188        | 40,52        | 4 185       | 48,75       | 8      |        |
|                                            | Jackie Guigo        | DVG-LV               | 674          | 8,57         |             |             |        |        |
| Un autre choix pour Douarnenez             |                     |                      | 674          | 8,57         |             |             |        |        |
|                                            | Henry Glin          | DVD (Gaulliste)      | 658          | 8,36         |             |             |        |        |
| Une ville, une équipe, une ambition        |                     |                      | 658          | 8,36         |             |             |        |        |
|                                            |                     |                      |              |              |             |             |        |        |
| Inscrits                                   | Inscrits            | Inscrits             | 12 823       | 100,00       | 12 820      | 100,00      |        |        |
| Abstentions                                | Abstentions         | Abstentions          | 4 697        | 36,63        | 4 001       | 31,21       |        |        |
| Votants                                    | Votants             | Votants              | 8 126        | 63,37        | 8 819       | 68,79       |        |        |
| Blancs ou nuls                             | Blancs ou nuls      | Blancs ou nuls       | 259          | 3,19         | 235         | 2,66        |        |        |
| Exprimés                                   | Exprimés            | Exprimés             | 7 867        | 96,81        | 8 584       | 97,34       |        |        |
| * Liste de la maire sortante               |                     |                      |              |              |             |             |        |        |

### Élection municipale de 1995
Élection municipale de 1995
| Tête de liste                                                 | Tête de liste   | Liste           | Premier tour | Premier tour | Second tour | Second tour | Sièges  | Sièges |
| Tête de liste                                                 | Tête de liste   | Liste           | Voix         | %            | Voix        | %           | CM      |        |
| ------------------------------------------------------------- | --------------- | --------------- | ------------ | ------------ | ----------- | ----------- | ------- | ------ |
|                                                               | Joseph Trétout  | UDF-RPR (UD)    | 3 709        | 43,44        | 4 499       | 50,29       | 25      |        |
| Douarnenez, cap sur l'avenir                                  |                 |                 | 3 709        | 43,44        | 4 499       | 50,29       | 25      |        |
|                                                               | Michel Mazéas * | PCF-PS-UDB (UG) | 3 390        | 39,70        | 4 448       | 49,71       | 8       |        |
| Douarnenez, unis et solidaires                                |                 |                 | 3 390        | 39,70        | 4 448       | 49,71       | 8       |        |
|                                                               | Pascal Boccou   | DVG             | 1 439        | 16,85        | Retrait     | Retrait     | Retrait |        |
| Un nouvel élan pour Douarnenez, un nouvel élan pour la gauche |                 |                 | 1 439        | 16,85        | Retrait     | Retrait     | Retrait |        |
|                                                               |                 |                 |              |              |             |             |         |        |
| Inscrits                                                      | Inscrits        | Inscrits        | 12 903       | 100,00       | 12 900      | 100,00      |         |        |
| Abstentions                                                   | Abstentions     | Abstentions     | 4 173        | 32,34        | 3 676       | 28,50       |         |        |
| Votants                                                       | Votants         | Votants         | 8 730        | 67,66        | 9 224       | 71,50       |         |        |
| Blancs ou nuls                                                | Blancs ou nuls  | Blancs ou nuls  | 192          | 2,20         | 277         | 3,00        |         |        |
| Exprimés                                                      | Exprimés        | Exprimés        | 8 538        | 97,80        | 8 947       | 97,00       |         |        |
| * Liste du maire sortant                                      |                 |                 |              |              |             |             |         |        |

### Élection municipale de 1989
Élection municipale de 1989
| Tête de liste                                               | Tête de liste   | Liste        | Premier tour | Premier tour | Second tour | Second tour | Sièges | Sièges |
| Tête de liste                                               | Tête de liste   | Liste        | Voix         | %            | Voix        | %           | CM     |        |
| ----------------------------------------------------------- | --------------- | ------------ | ------------ | ------------ | ----------- | ----------- | ------ | ------ |
|                                                             | Michel Mazéas * | PCF-PS       | 4 295        | 49,49        | 4 345       | 48,56       | 25     |        |
| Liste de la gauche unie pour le développement de Douarnenez |                 |              | 4 295        | 49,49        | 4 345       | 48,56       | 25     |        |
|                                                             | Louis Queinnec  | UDF-RPR      | 3 162        | 36,44        | 3 126       | 34,94       | 6      |        |
| Douarnenez au service de tous                               |                 |              | 3 162        | 36,44        | 3 126       | 34,94       | 6      |        |
|                                                             | Pascal Boccou   | GRIL-PSU-UDB | 1 221        | 14,07        | 1 476       | 16,50       | 2      |        |
| Le GRIL, à gauche autrement, un nouvel élan pour Douarnenez |                 |              | 1 221        | 14,07        | 1 476       | 16,50       | 2      |        |
|                                                             |                 |              |              |              |             |             |        |        |
| Inscrits                                                    | Inscrits        | Inscrits     | 13 506       | 100,00       | 13 506      | 100,00      |        |        |
| Abstentions                                                 | Abstentions     | Abstentions  | 4 626        | 34,25        | 4 419       | 32,72       |        |        |
| Votants                                                     | Votants         | Votants      | 8 880        | 65,75        | 9 087       | 67,28       |        |        |
| Nuls                                                        | Nuls            | Nuls         | 202          | 1,49         | 140         | 1,03        |        |        |
| Exprimés                                                    | Exprimés        | Exprimés     | 8 678        | 64,25        | 8 947       | 66,24       |        |        |
| * Liste du maire sortant                                    |                 |              |              |              |             |             |        |        |

### Élection municipale de 1983
Élection municipale de 1983
|                          | Michel Mazéas * | PCF-PS-UDB-PSU (UG) | 5 817  | 55,20  | 26 |  |  |  |
| Union de la gauche       |                 |                     | 5 817  | 55,20  | 26 |  |  |  |
|                          | Louis Queinnec  | UDF-RPR (UD)        | 4 721  | 44,80  | 7  |  |  |  |
| Liste pour le renouveau  |                 |                     | 4 721  | 44,80  | 7  |  |  |  |
|                          |                 |                     |        |        |    |  |  |  |
| Inscrits                 | Inscrits        | Inscrits            | 13 947 | 100,00 |    |  |  |  |
| Abstentions              | Abstentions     | Abstentions         | 3 168  | 22,71  |    |  |  |  |
| Votants                  | Votants         | Votants             | 10 779 | 77,28  |    |  |  |  |
| Nuls                     | Nuls            | Nuls                | 241    | 1,73   |    |  |  |  |
| Exprimés                 | Exprimés        | Exprimés            | 10 538 | 75,55  |    |  |  |  |
| * Liste du maire sortant |                 |                     |        |        |    |  |  |  |

### Élection municipale de 1977
Élection municipale de 1977

### Élection municipale de 1971
Élection municipale de 1971
|                                                        | Michel Mazéas | PCF-PS (UG)         | 5 116 | -      | 27 |  |  |  |
| Liste d'union de la gauche pour l'avenir de Douarnenez |               |                     | 5 116 | -      | 27 |  |  |  |
|                                                        | Aucune        | UDR-CD-RI-Mod. (UD) | 4 604 |        | 0  |  |  |  |
| Liste d'action municipale                              |               |                     | 4 604 |        | 0  |  |  |  |
|                                                        |               |                     |       |        |    |  |  |  |
| Inscrits                                               | Inscrits      | Inscrits            |       | 100,00 |    |  |  |  |
| Abstentions                                            |               |                     |       |        |    |  |  |  |
| Votants                                                |               |                     |       |        |    |  |  |  |
| Nuls                                                   |               |                     |       |        |    |  |  |  |
| Exprimés                                               |               |                     |       |        |    |  |  |  |